# Biwia
Biwia is een geslacht van straalvinnige vissen uit de familie van eigenlijke karpers (Cyprinidae).

## Soorten
- Biwia tama Oshima, 1957
- Biwia zezera (Ishikawa, 1895)
- Biwia yodoensis Kawase & Hosoya, 2010